# Барстоу (Тексас)
Барстоу (енгл. Barstow) град је у америчкој савезној држави Тексас. По попису становништва из 2010. у њему је живело 349 становника.

## Демографија
Према попису становништва из 2010. у граду је живело 349 становника, што је 57 (14,0%) становника мање него 2000. године.
| Група             | 2000.       | 2010.       |
| Белци             | 87 (21,4%)  | 71 (20,3%)  |
| Афроамериканци    | 1 (0,2%)    | 3 (0,9%)    |
| Азијати           | 1 (0,2%)    | 2 (0,6%)    |
| Хиспаноамериканци | 317 (78,1%) | 274 (78,5%) |
| Укупно            | 406         | 349         |